# Lutas nos Jogos Pan-Americanos de 2019 - Greco-romana até 60 kg masculino
A categoria até 60 kg masculino foi um dos eventos da luta greco-romana nos Jogos Pan-Americanos de 2019. Foi disputada em 7 de agosto, no Coliseu Miguel Grau.

## Calendário
Horário local (UTC-5).
| Data        | Horário | Fase                |
| ----------- | ------- | ------------------- |
| 7 de agosto | 10:02   | Quartas de final    |
| 7 de agosto | 11:30   | Semifinal           |
| 7 de agosto | 16:26   | Disputa pelo bronze |
| 7 de agosto | 16:36   | Final               |

## Medalhistas
| Ouro   | ECU Andrés Montaño              |
| Prata  | COL Dicther Toro                |
| Bronze | CUB Luis Orta USA Ildar Hafizov |

## Resultados

### Chave
|  | Quartas-de-final       | Quartas-de-final       | Quartas-de-final |  |  | Semifinais             | Semifinais             | Semifinais         |   |                      | Final                | Final | Final |
|  |                        |                        |                  |  |  |                        |                        |                    |   |                      |                      |       |       |
|  | Andrés Montaño (ECU)   | Andrés Montaño (ECU)   | 6                |  |  |                        |                        |                    |   |                      |                      |       |       |
|  | Luis Orta (CUB)        | Luis Orta (CUB)        | 6                |  |  | Andrés Montaño (ECU)   | Andrés Montaño (ECU)   | 8                  |   |                      |                      |       |       |
|  | Joao Benavides (PER)   | Joao Benavides (PER)   | 3                |  |  | Anthony Palencia (VEN) | Anthony Palencia (VEN) | 0                  |   |                      |                      |       |       |
|  | Anthony Palencia (VEN) | Anthony Palencia (VEN) | 11               |  |  |                        |                        |                    |   | Andrés Montaño (ECU) | Andrés Montaño (ECU) | 10    |       |
|  | Jancel Pimentel (DOM)  | Jancel Pimentel (DOM)  | 0                |  |  |                        | Dicther Toro (COL)     | Dicther Toro (COL) | 1 |                      |                      |       |       |
|  | Emilio Pérez (MEX)     | Emilio Pérez (MEX)     | 9                |  |  | Emilio Pérez (MEX)     | Emilio Pérez (MEX)     | 0                  |   |                      |                      |       |       |
|  | Ildar Hafizov (USA)    | Ildar Hafizov (USA)    | 3                |  |  | Dicther Toro (COL)     | Dicther Toro (COL)     | 9                  |   |                      |                      |       |       |
|  | Dicther Toro (COL)     | Dicther Toro (COL)     | 8                |  |  |                        |                        |                    |   |                      |                      |       |       |
|  |                        |                        |                  |  |  |                        |                        |                    |   |                      |                      |       |       |
|  |                        |                        |                  |  |  |                        |                        |                    |   |                      |                      |       |       |

### Repescagem
|  | Primeira rodada        | Primeira rodada        | Primeira rodada |  |  | Disputa pelo bronze    | Disputa pelo bronze    | Disputa pelo bronze |
|  |                        |                        |                 |  |  |                        |                        |                     |
|  | Luis Orta (CUB)        |                        |                 |  |  |                        |                        |                     |
|  | bye                    | bye                    |                 |  |  | Luis Orta (CUB)        | Luis Orta (CUB)        | 8                   |
|  | Anthony Palencia (VEN) | Anthony Palencia (VEN) |                 |  |  | Anthony Palencia (VEN) | Anthony Palencia (VEN) | 0                   |
|  | bye                    |                        |                 |  |  |                        |                        |                     |
|  |                        |                        |                 |  |  |                        |                        |                     |
|  |                        |                        |                 |  |  |                        |                        |                     |
|  |                        |                        |                 |  |  |                        |                        |                     |

|  | Primeira rodada     | Primeira rodada    | Primeira rodada |  |  | Disputa pelo bronze | Disputa pelo bronze | Disputa pelo bronze |
|  |                     |                    |                 |  |  |                     |                     |                     |
|  | Ildar Hafizov (USA) |                    |                 |  |  |                     |                     |                     |
|  | bye                 | bye                |                 |  |  | Ildar Hafizov (USA) | Ildar Hafizov (USA) | 7                   |
|  | Emilio Pérez (MEX)  | Emilio Pérez (MEX) |                 |  |  | Emilio Pérez (MEX)  | Emilio Pérez (MEX)  | 2                   |
|  | bye                 |                    |                 |  |  |                     |                     |                     |
|  |                     |                    |                 |  |  |                     |                     |                     |
|  |                     |                    |                 |  |  |                     |                     |                     |
|  |                     |                    |                 |  |  |                     |                     |                     |